# Mercedes-Benz M 112
| Mercedes-Benz/AMG    | Mercedes-Benz/AMG                             |
| -------------------- | --------------------------------------------- |
|                      |                                               |
| Hersteller:          | Mercedes-Benz/AMG                             |
| Produktionszeitraum: | 1997–2005                                     |
| Bauform:             | V, Sechszylinder                              |
| Motoren:             | 2,4 Liter (2398 cm³) bis 3,7 Liter (3724 cm³) |
| Vorgängermodell:     | M 104                                         |
| Nachfolgemodell:     | M 272                                         |
| Ähnliche Modelle:    | M 113, M 137                                  |

Der M 112 ist ein V6-Ottomotor von Mercedes-Benz, der im März 1997 in der E-Klasse der Baureihe 210 eingeführt wurde. Er löste den M 104 ab. Im Jahr 2004 wurde der Nachfolger M 272 vorgestellt.
Der M 112 ist technisch mit dem V8 M 113 eng verwandt. Beide haben einen Zylinderabstand von 106 mm und einen Winkel von 90° zwischen den Zylinderbänken. Sie können dadurch zum großen Teil auf den gleichen Produktionseinrichtungen gefertigt werden, und es gibt viele Gleichteile. Beide besitzen einen Motorblock aus Leichtmetall mit eingegossenen Zylinderlaufbuchsen aus Silitec (Al-Si-Legierung) und einen Leichtmetall-Zylinderkopf mit einer obenliegenden Nockenwelle je Zylinderbank.
Die vierfach gelagerte Kurbelwelle hat geteilte Hubzapfen für gleichmäßige Zündabstände von 120° Kurbelwinkel. Sie sitzen ohne Zwischenwange direkt nebeneinander, um den Versatz der Zylinderbänke und damit die Baulänge des Motors nicht vergrößern zu müssen. Über der Kurbelwelle im Zylinder-V sitzt eine Ausgleichswelle, die entgegen der Kurbelwelle mit gleicher Drehzahl rotiert. Dadurch werden die Massenkräfte und -momente erster Ordnung vollständig ausgeglichen. Nockenwellen und Ausgleichswelle werden von einer Doppelrollenkette angetrieben.
Wie der M 113 hat der M 112 zwei Einlassventile und ein Auslassventil je Zylinder, die über Leichtmetall-Rollenkipphebel mit hydraulischem Ventilspielausgleich betätigt werden.
Durch das einzelne Auslassventil ergibt sich eine kleinere Oberfläche des Auslasskanals und dadurch insbesondere bei kaltem Motor weniger Wärmeabgabe des Abgases an den Zylinderkopf. Der Katalysator erreicht dadurch schneller seine Betriebstemperatur. Dazu tragen auch die dünn- und doppelwandigen Blech-Auspuffkrümmer bei, die wenig Wärme aufnehmen.
Je Brennraum gibt es zwei Zündkerzen rechts und links neben dem Auslassventil. Die Anordnung von Ventilen und Kerzen ist symmetrisch. Die Doppelzündung arbeitet mit zeitversetzter Ansteuerung der beiden Kerzen. Dadurch erreicht man eine schnelle und gleichmäßige Verbrennung, größere Sicherheit vor Verbrennungsaussetzern und höhere Toleranz gegen Gemischabmagerung und Abgasrückführung. Da durch die Doppelzündung die Wärmebelastung des Kolbens steigt, wird dieser durch Ölspritzdüsen gekühlt, die Motoröl von unten gegen den Kolbenboden spritzen. Die Kerzen in jedem Brennraum werden außerdem von einem Arbeitstakt zum nächsten in wechselnder Reihenfolge angesteuert. Das ergibt eine gleichmäßigere und niedrigere Wärmebelastung des Kolbens und gleichmäßigen Abbrand beider Kerzen.
Den M 112 gibt es mit 2,4 bis 3,7 Liter Hubraum.

## Daten
| Motorbezeichnung* | Bohrung × Hub [mm] | Hubraum [cm3] | Verdichtung | Leistung [kW/PS] bei Drehzahl [1/min] | Drehmoment [Nm] bei Drehzahl [1/min] |
| ----------------- | ------------------ | ------------- | ----------- | ------------------------------------- | ------------------------------------ |
| M 112 E 24        | 83,2 × 73,5        | 2398          | 10,0 : 1    | 125/170 bei 5900                      | 225 bei 3000–5000                    |
| M 112 E 26        | 89,9 × 68,2        | 2597          | 10,5 : 1    | 125/170 bei 5500                      | 240 bei 4500                         |
| M 112 E 26        | 89,9 × 68,2        | 2597          | 10,5 : 1    | 130/177 bei 5750                      | 240 bei 4500                         |
| M 112 E 28        | 89,9 × 73,5        | 2799          | 10,0 : 1    | 145/197 bei 5800                      | 265 bei 3000                         |
| M 112 E 28        | 89,9 × 73,5        | 2799          | 10,0 : 1    | 150/204 bei 5700                      | 270 bei 3000–5000                    |
| M 112 E 32        | 89,9 × 84          | 3199          | 10,0 : 1    | 140/190 bei 5600                      | 270 bei 2750–4750                    |
| M 112 E 32        | 89,9 × 84          | 3199          | 10,0 : 1    | 160/218 bei 5700                      | 305 bei 2800–4750                    |
| M 112 E 32        | 89,9 × 84          | 3199          | 10,0 : 1    | 160/218 bei 5700                      | 310 bei 3000–4600                    |
| M 112 E 32        | 89,9 × 84          | 3199          | 10,0 : 1    | 165/224 bei 5600                      | 315 bei 3000–4800                    |
| M 112 E 32 ML     | 89,9 × 84          | 3199          | 9,0 : 1     | 246/335 bei 6100                      | 420 bei 3500                         |
| M 112 E 32 ML     | 89,9 × 84          | 3199          | 9,0 : 1     | 260/354 bei 6100                      | 450 bei 4400                         |
| M 112 E 37        | 97 × 84            | 3724          | 10,0 : 1    | 170/231 bei 5600                      | 345 bei 2500–4500                    |
| M 112 E 37        | 97 × 84            | 3724          | 10,0 : 1    | 173/235 bei 5750                      | 345 bei 3000–4500                    |
| M 112 E 37        | 97 × 84            | 3724          | 10,0 : 1    | 180/245 bei 5750                      | 350 bei 3000–4500                    |

 * Die Motorbezeichnung ist wie folgt verschlüsselt:
M = Motor (Otto), 112 = Baureihe, E = Saugrohreinspritzung, Hubraum = Deziliter (gerundet), ML = Kompressor (Mechanischer Lader).

## Einsatz

### M 112 E 24
| Verkaufsbezeichnung                                                                             | Baureihe | Bauzeitraum |
| ----------------------------------------------------------------------------------------------- | -------- | ----------- |
| Hubraum: 2398 cm³, Leistung: 125 kW (170 PS) bei 5900/min, Drehmoment: 225 Nm bei 3000–5000/min |          |             |
| C 240                                                                                           | W/S 202  | 1997–2000   |
| E 240                                                                                           | W/S 210  | 1997–2000   |

### M 112 E 26
| Verkaufsbezeichnung                                                                        | Baureihe | Bauzeitraum |
| ------------------------------------------------------------------------------------------ | -------- | ----------- |
| Hubraum: 2597 cm³, Leistung: 125 kW (170 PS) bei 5500/min, Drehmoment: 240 Nm bei 4500/min |          |             |
| C 240 T                                                                                    | S 202    | 2000–2001   |
| C 240                                                                                      | W/S 203  | 2000–2005   |
| CLK 240                                                                                    | C/A 209  | 2002–2005   |
| E 240                                                                                      | W/S 210  | 2000–2002   |
| Hubraum: 2597 cm³, Leistung: 130 kW (177 PS) bei 5750/min, Drehmoment: 240 Nm bei 4500/min |          |             |
| E 240                                                                                      | W/S 211  | 2002–2006   |

### M 112 E 28
| Verkaufsbezeichnung                                                                             | Baureihe | Bauzeitraum |
| ----------------------------------------------------------------------------------------------- | -------- | ----------- |
| Hubraum: 2799 cm³, Leistung: 145 kW (197 PS) bei 5800/min, Drehmoment: 265 Nm bei 3000/min      |          |             |
| C 280                                                                                           | W/S 202  | 1997–2000   |
| Hubraum: 2799 cm³, Leistung: 150 kW (204 PS) bei 5700/min, Drehmoment: 270 Nm bei 3000–5000/min |          |             |
| SL 280                                                                                          | R 129    | 1998–2001   |
| E 280                                                                                           | W/S 210  | 1997–2002   |
| S 280                                                                                           | W 220    | 1998–2005   |

### M 112 E 32

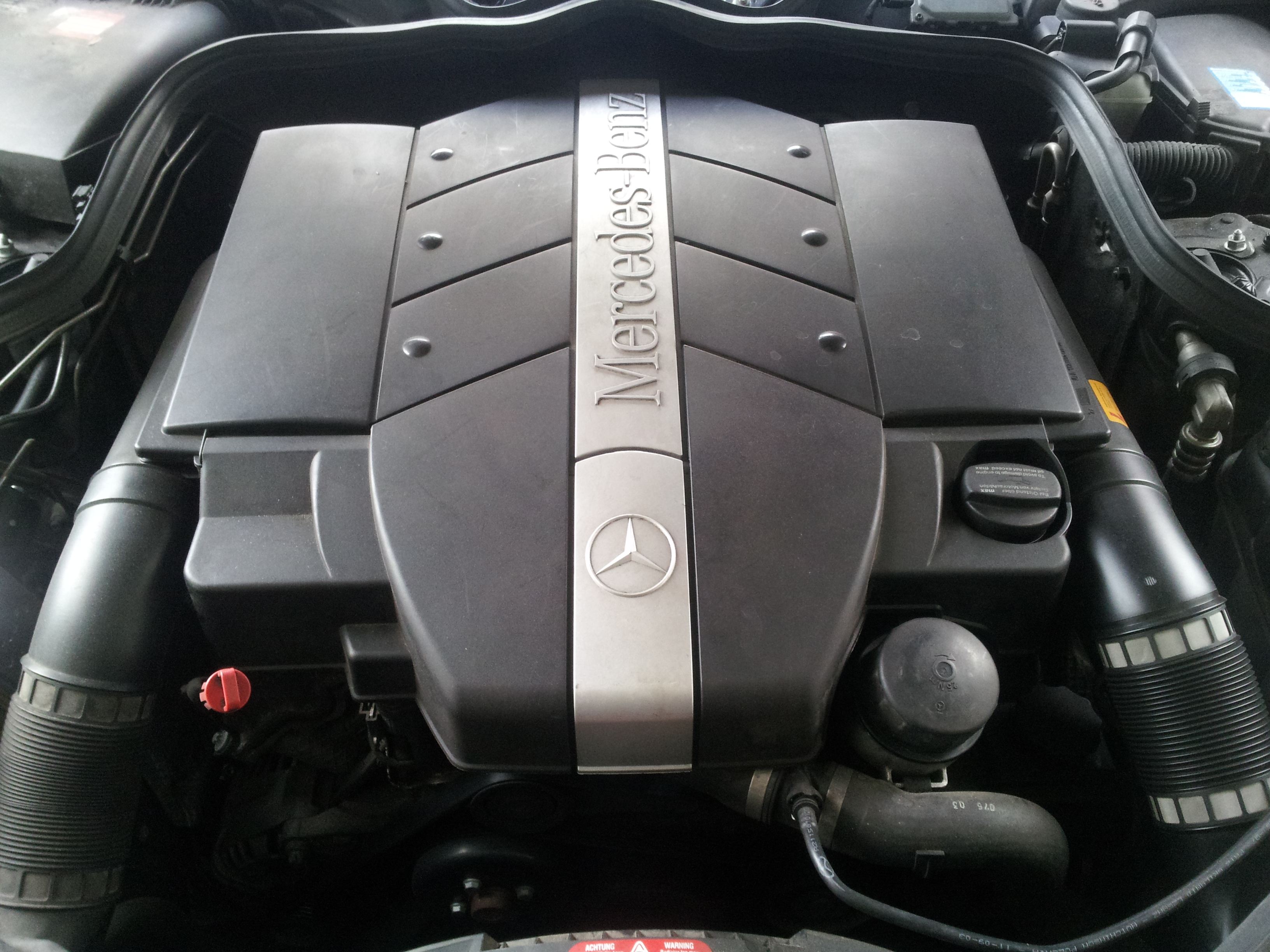
M112 E32 in einer E-Klasse Baureihe W211

| Verkaufsbezeichnung                                                                             | Baureihe | Bauzeitraum         |
| ----------------------------------------------------------------------------------------------- | -------- | ------------------- |
| Hubraum: 3199 cm³, Leistung: 140 kW (190 PS) bei 5600/min, Drehmoment: 270 Nm bei 2750–4750/min |          |                     |
| Viano 3.0/Viano 119                                                                             | W/V 639  | 2003–2008/seit 2010 |
| Hubraum: 3199 cm³, Leistung: 160 kW (218 PS) bei 5600/min, Drehmoment: 305 Nm bei 2800–4750/min |          |                     |
| Viano 3.2/Viano 122                                                                             | W/V 639  | 2003–2004           |
| Hubraum: 3199 cm³, Leistung: 160 kW (218 PS) bei 5700/min, Drehmoment: 310 Nm bei 3000–4600/min |          |                     |
| ML 320                                                                                          | W 163    | 1997–2002           |
| SLK 320                                                                                         | R 170    | 2000–2004           |
| C 320                                                                                           | W/S 203  | 2000–2005           |
| CLK 320                                                                                         | C/A 208  | 1997–2003           |
| CLK 320                                                                                         | C/A 209  | 2002–2005           |
| Chrysler Crossfire                                                                              | —        | 2003–2007           |
| Hubraum: 3199 cm³, Leistung: 165 kW (224 PS) bei 5600/min, Drehmoment: 315 Nm bei 3000–4800/min |          |                     |
| SL 320                                                                                          | R 129    | 1998–2001           |
| E 320                                                                                           | W/S 210  | 1997–2002           |
| E 320                                                                                           | W/S 211  | 2003–2006           |
| S 320                                                                                           | W 220    | 1998–2002           |

### M 112 E 32 ML

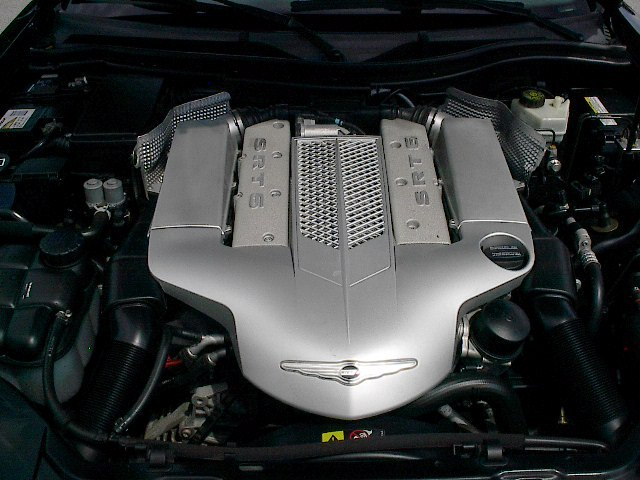
M 112 E 32 ML im Chrysler Crossfire SRT-6

| Verkaufsbezeichnung                                                                        | Baureihe | Bauzeitraum |
| ------------------------------------------------------------------------------------------ | -------- | ----------- |
| Hubraum: 3199 cm³, Leistung: 246 kW (335 PS) bei 6100/min, Drehmoment: 420 Nm bei 3500/min |          |             |
| Chrysler Crossfire SRT-6                                                                   | —        | 2004–2007   |
| Hubraum: 3199 cm³, Leistung: 260 kW (354 PS) bei 6100/min, Drehmoment: 450 Nm bei 4400/min |          |             |
| SLK 32 AMG                                                                                 | R 170    | 2001–2004   |
| C 32 AMG                                                                                   | W/S 203  | 2000–2004   |

### M 112 E 37
| Verkaufsbezeichnung                                                                             | Baureihe | Bauzeitraum |
| ----------------------------------------------------------------------------------------------- | -------- | ----------- |
| Hubraum: 3724 cm³, Leistung: 170 kW (231 PS) bei 5600/min, Drehmoment: 345 Nm bei 2500–4500/min |          |             |
| Viano 3.5/Vito 123                                                                              | W/V 639  | 2004–2008   |
| Hubraum: 3724 cm³, Leistung: 173 kW (235 PS) bei 5750/min, Drehmoment: 345 Nm bei 3000–4500/min |          |             |
| ML 350                                                                                          | W 163    | 2003–2005   |
| Hubraum: 3724 cm³, Leistung: 180 kW (245 PS) bei 5700/min, Drehmoment: 350 Nm bei 3000–4500/min |          |             |
| ML 350                                                                                          | W 163    | 2002–2003   |
| S 350                                                                                           | W/V 220  | 2002–2005   |
| SL 350                                                                                          | R 230    | 2003–2006   |